# Wahlkreis Glasgow Rutherglen (Schottisches Parlament)
| Glasgow Rutherglen           |
| ---------------------------- |
| Glasgow Rutherglen · Glasgow |
| Gebildet                     |
| 1999                         |
| Abgeschafft                  |
| 2011                         |
| Regionen                     |
| Glasgow South Lanarkshire    |

Glasgow Rutherglen war ein Wahlkreis für das Schottische Parlament. Er wurde 1999 als einer von zehn Wahlkreisen der Wahlregion Glasgow eingeführt, die im Zuge der Revision der Wahlkreise im Jahre 2011 neu zugeschnitten wurde und nur noch neun Wahlkreise umfasst. Hierbei wurde der Wahlkreis Glasgow Rutherglen abgeschafft. Er umfasste die südöstlichen Glasgower Stadtbezirke und dichtbesiedelte Gebiete der Council Area South Lanarkshire mit den Städten Blantyre, Cambuslang und Rutherglen. Bei Zensuserhebung 2001 lebten insgesamt 64.940 Personen innerhalb seiner Grenzen. Es wurde ein Abgeordneter entsandt. Der Großteil der Gebiete von Glasgow Rutherglen ist in dem neuen Wahlkreis Rutherglen aufgegangen.

## Wahlergebnisse

### Parlamentswahl 1999
| Ergebnisse der Parlamentswahl 1999 | Ergebnisse der Parlamentswahl 1999 | Ergebnisse der Parlamentswahl 1999 | Ergebnisse der Parlamentswahl 1999 |
| Partei                             | Kandidat                           | Stimmen                            | %                                  |
| ---------------------------------- | ---------------------------------- | ---------------------------------- | ---------------------------------- |
| Labour                             | Janis Hughes                       | 13.442                             | 46,3                               |
| SNP                                | Tom Chalmers                       | 6155                               | 21,2                               |
| Liberal Democrats                  | Robert Brown                       | 5798                               | 20,0                               |
| Conservative                       | Iain Stewart                       | 2315                               | 8,0                                |
| Socialist                          | William Bonnar                     | 832                                | 2,9                                |
| Socialist Labour                   | James Nisbit                       | 481                                | 1,7                                |
| Wahlbeteiligung: 29.023 (56,38 %)  |                                    |                                    |                                    |

### Parlamentswahl 2003
| Ergebnisse der Parlamentswahl 2003 | Ergebnisse der Parlamentswahl 2003 | Ergebnisse der Parlamentswahl 2003 | Ergebnisse der Parlamentswahl 2003 | Ergebnisse der Parlamentswahl 2003 |
| Partei                             | Kandidat                           | Stimmen                            | %                                  | ±                                  |
| ---------------------------------- | ---------------------------------- | ---------------------------------- | ---------------------------------- | ---------------------------------- |
| Labour                             | Janis Hughes                       | 10.794                             | 45,8                               | −0,5                               |
| Liberal Democrats                  | Robert Brown                       | 4491                               | 19,1                               | −0,9                               |
| SNP                                | Anne McLaughlin                    | 3517                               | 14,9                               | −6,3                               |
| Conservative                       | Gavin Brown                        | 2499                               | 10,6                               | +2,6                               |
| Socialist                          | Bill Bonnar                        | 2259                               | 9,6                                | +6,7                               |
| Wahlbeteiligung: 23.560 (47,59 %)  |                                    |                                    |                                    |                                    |

### Parlamentswahl 2007
| Ergebnisse der Parlamentswahl 2007 | Ergebnisse der Parlamentswahl 2007 | Ergebnisse der Parlamentswahl 2007 | Ergebnisse der Parlamentswahl 2007 | Ergebnisse der Parlamentswahl 2007 |
| Partei                             | Kandidat                           | Stimmen                            | %                                  | ±                                  |
| ---------------------------------- | ---------------------------------- | ---------------------------------- | ---------------------------------- | ---------------------------------- |
| Labour                             | James Kelly                        | 10.237                             | 42,2                               | −3,6                               |
| SNP                                | Margaret Park                      | 5857                               | 24,2                               | +9,3                               |
| Liberal Democrats                  | Robert Brown                       | 5516                               | 22,7                               | +3,6                               |
| Conservative                       | Christina Harcus                   | 2094                               | 8,6                                | −2,0                               |
| Scottish Christian                 | Thomas Greig                       | 548                                | 2,3                                | +2,3                               |
| Wahlbeteiligung: 24.252 (48,50 %)  |                                    |                                    |                                    |                                    |